# Spiricoelotes metyr
Espèce
Spiricoelotes metyr est une espèce d'araignées aranéomorphes de la famille des Agelenidae.

## Distribution
Cette espèce est endémique du Hubei en Chine,. Elle se rencontre dans le xian de Chongyang dans la grotte Daquan et dans le district de Xian'an dans une grotte.

## Description
Le mâle holotype mesure 6,70 mm et la femelle paratype 7,89 mm.

## Systématique et taxinomie
Cette espèce a été décrite par Chen, Liu et Wei en 2025.

## Étymologie
Cette espèce est nommée en référence à Metyr, personnage d'Elden Ring de George R. R. Martin.

## Publication originale
- Chen, Liu & Wei, 2025 : « Two new cave-dwelling Spiricoelotes species (Araneae, Agelenidae) from Hubei, China. » ZooKeys, vol. 1245, p. 383-397 (texte intégral).